# Alfred Hilarion Wistrand
Alfred Hilarion Wistrand, född 9 oktober 1819 i Klosters församling, Södermanlands län, död 10 januari 1874 i Maria Magdalena församling, Stockholm, var en svensk läkare, riksdagsman och silhuettklippare.

## Biografi
Wistrand var son till kammarrättsrådet Anders Wistrand och Christina Lovisa Grandinson samt bror till Ludvig Detlof Wistrand och August Timoleon Wistrand. Från 1853 var han gift med Carolina Reenstierna, som avled 1873. Han blev student vid Uppsala universitet 1836, medicine kandidat 1842, medicine licentiat 1844, kirurgie magister 1845 och medicine doktor 1846. Efter att ha haft flera förordnanden dels som civil-, dels som militärläkare förordnades han 1850 till lärare i medicina legalis vid Karolinska institutet och erhöll 1858 fullmakt på denna befattning, som 1861 förändrades till en extra ordinarie professur i rätts- och statsmedicin, samt var även läkare vid Garnisonssjukhuset i Stockholm och bestridde från 1856 på längre eller kortare tid särskilda tjänster i Sundhetskollegium. Han förordnades 1866 att förvalta ett medicinalrådsämbete och utnämndes 1873 till medicinalråd. Wistrand var kommendör av första klassen av Vasaorden och riddare av Nordstjärneorden.
Liksom brodern ägnade Wistrand sig åt rättsmedicinen, utgav tillsammans med honom skrifter i denna vetenskap samt redigerade Författningar angående medicinalväsendet i Sverige (två band, 1857–1861; supplement av David Magnus Constans Pontin, omfattande tiden till och med 1892). Dessutom offentliggjorde han många större och mindre skrifter samt fortsatte Sackléns svenska läkarhistoria (Sveriges läkarehistoria. Nytt supplementhäfte, 1853; Ny följd, utgiven tillsammans med Anders Johan Bruzelius och Carl Edling, I, 1872–1873). Därjämte var Wistrand mycket anlitad i kommunala värv och var riksdagsman i borgarståndet för Stockholms stad vid sista ståndsriksdagen (1865–1866). Vid sidan av sina tjänster var han verksam som silhuettklippare och var representerad med ett 100-tal namngivna silhuetter i utställningen Skuggbilder, bildklipp och siluetter som visades på Liljevalchs konsthall i Stockholm 1930. 
Makarna Wistrand är begravda på Norra begravningsplatsen utanför Stockholm.